# LL Cool J
LL Cool J, właśc. James Todd Smith III (ur. 14 stycznia 1968 r.) – amerykański artysta hip-hopowy i aktor oraz prezenter. Pseudonim LL Cool J jest skrótem od słów Ladies Love Cool James, co w wolnym tłumaczeniu oznacza "Panie kochają super Jamesa". Znany z hitów, takich jak "I Can't Live Without My Radio", "I'm Bad", "The Boomin' System", "Rock The Bells", "Mama Said Knock You Out", "Doin' It", "I Need Love", "Around the Way Girl" czy "Hey Lover". Laureat nagród Grammy, MTV Video Music Awards czy NAACP Image Awards.
Od 1995 jest mężem Simone Johnson, z którą ma czwórkę dzieci: trzy córki i syna.

## Życiorys
James Todd Smith III urodził się 14 stycznia 1968 w Nowym Jorku jako syn Ondrei Griffith i Jamesa Louisa Smitha. Dorastał w Queens. W programie Finding Your Roots raper powiedział, że jego matka została adoptowana przez Eugene Griffith oraz Ellen Hightower. Gospodarz programu CeCe Moore po wnikliwych badaniach DNA określił Ethel Mae Jolly i Nathaniel Christy Lewis jako biologicznych dziadków Smitha. Ponadto badania wykazały, że prawujem Jamesa był bokser, mistrz świata wagi lekkiej w latach 1935–1939 John Henry Lewis. Dzieciństwo rapera było ciężkie, w wieku czterech lat był świadkiem postrzelenia matki oraz dziadka przez ojca. Na szczęście bliscy przeżyli. Podczas rehabilitacji w szpitalu, matka Ondrea Griffith poznała młodego terapeutę, z którym się później związała. Jednak miał on drugie oblicze. Przez lata tyranizował Todda, znęcał się nad nim psychicznie i fizycznie. Wkrótce potem Ondrea odkryła, kim naprawdę był jej „przyjaciel” i zerwała z nim. Kiedy Todd podrósł, znalazł sposób, aby uniknąć skutków znęcania się nad nim. Tym wyborem była muzyka hip-hop. Pokochał ją w jego dziewięciu lat za sprawą zespołu Treacherous Three, a już dwa lata później zaczął pisać pierwsze teksty. Młody muzyk postanowił tworzyć pierwsze utwory, i w tym celu od dziadka otrzymał didżejski sprzęt, w tym fonograf, wzmacniacz oraz mikser audio. W marcu 1984 roku, kiedy LL Cool J miał 16 lat, poznał wówczas studenta NYU Ricka Rubina, który potem został współzałożycielem wytwórni Def Jam Recordings. Smith nagrał demo i rozesłał do wytwórni płytowych. Rubin oczarowany muzyką Jamesa, postanowił mu pomóc. Wspólnie stworzyli i nagrali singel „I Need a Beat”, który potem przesłali promotorowi Russellowi Simmonsowi. Simmonsowi tak się spodobała muzyka Smitha, że ten otrzymał kontrakt płytowy.
W 1985 nagrał swój pierwszy album Radio dla wytwórni Def Jam Recordings. W tym czasie rozpoczął także karierę filmową. Po raz pierwszy pojawił się na planie Krush Groove, opowieści o wytwórni rapowej. Osiągnięcia w świecie muzyki i filmu przestały zaspokajać amerykańskiego rapera, który podjął się zaprojektowania kolekcji odzieży firmowanych własnym nazwiskiem.
W latach 1996–1997 współpracował z artystami takimi jak: Method Man, B-Real, Busta Rhymes i Coolio w Atlancic Records. Wspólnie nagrali kawałek "Hit 'em high" jako soundtrack do filmu "Space Jam".
Pod koniec października 2007 wziął udział w telewizyjnej gali stacji VH1 – Hip Hop Honors 2007.

## Dyskografia
- Radio (1985)
- Bigger and Deffer (1987)
- Walking with a Panther (1989)
- Mama Said Knock You Out (1990)
- 14 Shots to the Dome (1993)
- Mr. Smith (1995)
- Phenomenon (1997)
- G.O.A.T. (2000)
- 10 (2002)
- The DEFinition (2004)
- Todd Smith (2006)
- Exit 13 (2008)
- Authentic (2013)
- The Force (2024)

## Filmografia
| Rok  | Film                                      | Rola                      | Uwagi                                                |
| ---- | ----------------------------------------- | ------------------------- | ---------------------------------------------------- |
| 1985 | Krush Groove                              | On sam                    |                                                      |
| 1986 | Big Fun in the Big Town                   | On sam                    | Duński dokument o kulturze hip-hopowej w Nowym Jorku |
| 1991 | Ciężka próba                              | Detektyw Billy            |                                                      |
| 1992 | Zabaweczki                                | Patrick Zevo              |                                                      |
| 1995 | Out-of-Sync                               | Jason St. Julian          |                                                      |
| 1996 | The Right to Remain Silent                | Charles Red Taylor        | Film telewizyjny                                     |
| 1997 | Dotyk                                     | On sam                    |                                                      |
| 1997 | Księżniczki z Beverly Hills               | On sam                    |                                                      |
| 1998 | Caught Up                                 | Roger                     |                                                      |
| 1998 | Woo                                       | Darryl                    |                                                      |
| 1998 | Halloween: 20 lat później                 | Ronald „Ronny” Jones      |                                                      |
| 1999 | Piekielna głębia                          | Sherman „Preacher” Dudley |                                                      |
| 1999 | Męska gra                                 | Julian Washington         |                                                      |
| 1999 | Zbyt blisko wroga                         | Dwayne Gittens            |                                                      |
| 2000 | Aniołki Charliego                         | Pan Jones                 |                                                      |
| 2001 | Królestwo niebieskie                      | Ray Bud Slocumb           |                                                      |
| 2002 | Rollerball                                | Marcus Ridley             |                                                      |
| 2003 | Wybaw nas od Ewy                          | Ray                       |                                                      |
| 2003 | Behind the Scenes of 'Deliver Us from Eva | On sam                    | Dokument zakulisowy                                  |
| 2003 | S.W.A.T. Jednostka Specjalna              | Deacon "Deke" Kay         |                                                      |
| 2003 | S.W.A.T.: TV's Original Super Cops        | On sam                    | Film dokumentalny                                    |
| 2004 | Łowcy umysłów                             | Gabe Jenkins              |                                                      |
| 2005 | Out of Africa: Heroes and Icons           | On sam                    |                                                      |
| 2005 | Slow Burn                                 | Luther Pinks              |                                                      |
| 2005 | Edison                                    | Deed                      |                                                      |
| 2006 | Ostatnie wakacje                          | Sean                      |                                                      |
| 2007 | The Man                                   | Manny Baxter              | Film telewizyjny                                     |
| 2008 | Umowa                                     | Bobby Mason               |                                                      |
| 2009 | How Bruce Lee Changed the World           | On sam                    | Film dokumentalny                                    |
| 2013 | Legendy ringu                             | Frankie Brite             |                                                      |
| 2016 | Sąsiedzi 2                                | Ojciec Betha              |                                                      |

| Rok       | Serial                                               | Rola                       | Uwagi                                    |
| --------- | ---------------------------------------------------- | -------------------------- | ---------------------------------------- |
| 1993      | Przygody Piotrków                                    | Pan Throneberry            |                                          |
| 1995–1999 | In the House                                         | Marion Hill                |                                          |
| 1997      | Behind the Music                                     | On sam                     |                                          |
| 1998      | Oz                                                   | Jiggy Walker               |                                          |
| 1999      | Making the Video                                     | On sam                     |                                          |
| 2001      | Say It Loud: A Celebration of Black Music in America | On sam                     |                                          |
| 2003      | Agenci NCIS                                          | Sam Hanna, agent specjalny |                                          |
| 2005      | Dr House                                             | Clarence                   | Epizod "Acceptance" (Sezon 2, odcinek 1) |
| 2006      | The Electric Company                                 | On sam                     |                                          |
| 2006      | Rockefeller Plaza 30                                 | Ridikolous                 |                                          |
| 2009      | Witamy w latach 80                                   | On sam                     |                                          |
| 2009      | WWII in HD                                           | Shelby Westbrook           | Użyczył głosu                            |
| 2009-2023 | Agenci NCIS: Los Angeles                             | Sam Hanna, agent specjalny |                                          |
| 2011      | Ulica Sezamkowa                                      | On sam                     |                                          |
| 2012      | Hawaii Five-0                                        | Sam Hanna, agent specjalny | Epizod "Pa Make Loa"                     |
| 2012      | 54. ceremonia wręczenia nagród Grammy                | Prowadzący galę            | Gala transmitowana w telewizji           |
| 2013      | 55. ceremonia wręczenia nagród Grammy                | Prowadzący galę            | Gala transmitowana w telewizji           |
| 2014      | 56. ceremonia wręczenia nagród Grammy                | Prowadzący galę            | Gala transmitowana w telewizji           |
| 2015      | 57. ceremonia wręczenia nagród Grammy                | Prowadzący galę            | Gala transmitowana w telewizji           |
| od 2015   | Lip Sync Battle                                      | Prezenter                  |                                          |
| 2016      | 58. ceremonia wręczenia nagród Grammy                | Prowadzący galę            | Gala transmitowana w telewizji           |

## Nagrody i wyróżnienia
Grammy Awards
| Rok  | Podmiot nominacji         | Nagroda                     | Rezultat  | Źródło |
| ---- | ------------------------- | --------------------------- | --------- | ------ |
| 1989 | "Going Back To Cali"      | Best Rap Performance        | Nominacja | [ 6 ]  |
| 1992 | "Mama Said Knock You Out" | Best Rap Solo Performance   | Laur      | [ 7 ]  |
| 1993 | "Strictly Business"       | Best Rap Solo Performance   | Nominacja | [ 8 ]  |
| 1994 | "Stand By Your Man"       | Best Rap Solo Performance   | Nominacja | [ 9 ]  |
| 1997 | "Hey Lover"               | Best Rap Solo Performance   | Laur      | [ 10 ] |
| 1997 | Mr. Smith                 | Best Rap Album              | Nominacja | [ 10 ] |
| 1998 | "Ain't Nobody"            | Best Rap Solo Performance   | Nominacja | [ 11 ] |
| 2004 | "Luv U Better"            | Best Rap/Sung Collaboration | Nominacja | [ 12 ] |
| 2005 | The DEFinition            | Best Rap Album              | Nominacja | [ 13 ] |

MTV Video Music Awards
| Rok  | Podmiot nominacji         | Nagroda                        | Rezultat  | Źródło |
| ---- | ------------------------- | ------------------------------ | --------- | ------ |
| 1991 | "Mama Said Knock You Out" | Best Rap Video                 | Laur      | [ 14 ] |
| 1991 | "Mama Said Knock You Out" | Best Cinematography in a Video | Nominacja | [ 14 ] |
| 1996 | "Doin' It"                | Best Rap Video                 | Nominacja | [ 15 ] |
| 1997 | Lifetime Achievement      | Video Vanguard Award           | Laur      | [ 16 ] |

NAACP Image Awards
| Rok  | Podmiot nominacji | Nagroda                        | Rezultat | Źródło |
| ---- | ----------------- | ------------------------------ | -------- | ------ |
| 1996 | Mr. Smith         | Best Rap Artist                | Laur     | [ 17 ] |
| 1997 | Phenomenon        | Best Rap Artist                | Laur     |        |
| 2001 | G.O.A.T.          | Outstanding Hip-Hop/Rap Artist | Laur     | [ 18 ] |
| 2003 | 10                | Outstanding Male Artist        | Laur     | [ 19 ] |

Soul Train Music Awards
| Rok  | Podmiot nominacji       | Nagroda                                | Rezultat  | Źródło |
| ---- | ----------------------- | -------------------------------------- | --------- | ------ |
| 1987 | Radio                   | Best Rap Album                         | Nominacja | [ 20 ] |
| 1988 | Bigger and Deffer       | Best Rap Album                         | Laur      | [ 21 ] |
| 1988 | "I Need Love"           | Best Rap Single                        | Laur      | [ 22 ] |
| 1991 | Mama Said Knock You Out | Best Rap Album                         | Nominacja | [ 23 ] |
| 2003 | 10                      | Best R&B/Soul or Rap Album of the Year | Nominacja | [ 24 ] |
| 2003 | Całokształt osiągnięć   | Soul Train Music Awards                | Laur      | [ 25 ] |
| 2005 | "Headsprung"            | Best R&B/Soul or Rap Dance Cut         | Nominacja | [ 26 ] |